# Хуаньжэнь-Маньчжурский автономный уезд
Хуаньжэ́нь-Маньчжу́рский автономный уезд (кит. упр. 桓仁满族自治县, пиньинь Huánrén Mǎnzú zìzhìxiàn, маньчж. ᡥᡠᠸᠠᠨᡵᡝᠨ ᠮᠠᠨᠵᡠ ᠪᡝᠶᡝ ᡩᠠᠰᠠᠩᡤᠠ ᠰᡳᠶᠠᠨ) — автономный уезд в городском округе Бэньси, провинция Ляонин, КНР.

## История
В средние века, когда эти земли находились в составе государства Бохай, в 820 году был создан уезд Хуаньду (桓都县) области Хуаньчжоу (桓州).
Во времена империи Цин в 1877 году был создан уезд Хуайжэнь (怀仁县). После Синьхайской революции в Китае была проведена реформа административного деления; в связи с тем, что выяснилось, что в провинции Шаньси имеется уезд с точно таким же названием, в 1914 году уезд Хуайжэнь в честь древней административной единицы был переименован в Хуаньжэнь.
В составе марионеточного государства Маньчжоу-го после очередного изменения административно-территориального деления уезд оказался в составе провинции Аньдун. После образования КНР была создана новая провинция Ляодун, и уезд попал в её состав. В 1954 году провинции Ляодун и Ляоси были объединены в провинцию Ляонин, которая была разделена на «специальные районы», и уезд оказался в составе Специального района Аньдун (安东专区). В 1958 году он был передан под юрисдикцию властей города Бэньси. В 1966 году уезд перешёл под юрисдикцию властей города Даньдун, но в 1975 году вернулся под юрисдикцию властей Бэньси.
В 1989 году уезд Хуаньжэнь был преобразован в Хуаньжэнь-Маньчжурский автономный уезд.

## Административное деление
Уезд делится на 1 уличный комитет, 8 посёлков, 3 волости и 1 национальную волость.